# Medovine
Medovine (en serbe cyrillique : Медовине) est un village de Serbie situé dans la municipalité d’Ivanjica, district de Moravica. Au recensement de 2011, il comptait 90 habitants.

## Démographie
| 1948 | 1953 | 1961 | 1971 | 1981 | 1991 | 2002 | 2011 |
| ---- | ---- | ---- | ---- | ---- | ---- | ---- | ---- |
| 875  | 979  | 992  | 768  | 406  | 226  | 163  | 90   |

|  |